# Tlacoapa, Tlacoapa
Tlacoapa är en ort i Mexiko.   Den ligger i kommunen Tlacoapa och delstaten Guerrero, i den sydöstra delen av landet, 240 km söder om huvudstaden Mexico City. Tlacoapa ligger 1 411 meter över havet och antalet invånare är 1 486.
Terrängen runt Tlacoapa är kuperad åt sydväst, men åt nordost är den bergig. Tlacoapa ligger nere i en dal. Runt Tlacoapa är det ganska glesbefolkat, med 22 invånare per kvadratkilometer. Närmaste större samhälle är Malinaltepec, 8,5 km öster om Tlacoapa. I omgivningarna runt Tlacoapa växer huvudsakligen savannskog.